# Haldetrude
Hadeltrude ou Adaltrudis est une reine de Neustrie par son mariage avec le roi Clotaire II (584 † 629).

## Biographie
On ne connaît que peu de chose sur cette reine. La date de son mariage n'est donnée par aucun document, mais on peut la déduire. En effet, l'âge de la nubilité pour un garçon au Moyen Âge est de quatorze ans, Clotaire II n'a pas pu se marier avant 598. On sait également que Clotaire II envoie en 604 son fils Mérovée accompagner son armée, commandée par Landéric. Ce fils est là pour représenter symboliquement l'autorité royale et ne peut pas avoir plus de six ans, compte tenu de la date du mariage de ses parents. Mais, compte tenu de son rôle, même symbolique, il ne peut guère avoir moins de six ans. Le mariage de Clotaire II et d'Adaltrudis est donc à placer vers 598.
Elle est la mère de :
- Mérovée (v. 598/9 † 604), qui est envoyé avec Landéric, maire de palais de Neustrie, pour combattre l'austrasien Berthoald à Arele en 604, mais les deux sont tués au cours de la bataille[3] ;
- Emma, mariée en 618 à Eadbald († 640), roi de Kent. Bède le Vénérable donne la date de 618 pour le mariage et ce n'est qu'au XIIe siècle que des chartes la nomment Ymme (ou Emma) et la disent fille d'un roi des Francs. Même si chronologiquement elle pourrait être fille du roi Thibert II, le seul roi des Francs en 618 est Clotaire II. Bertrude n'étant citée qu'à partir de 613, Emma est forcément née d'une épouse précédente, c'est-à-dire d'Hadeltrude[5] ;
- et peut-être un troisième enfant : la Vita Rusticulae sive Marciae mentionne un enfant de Clotaire II mort jeune en 617 ou en 618, dont on ne sait s'il est un fils d'Haldetrude ou de Bertrude[6].

En 613, comme la reine est Bertrude, on considère qu'Hadeltrude est morte avant cette date, mais ce n'est pas certain, car plusieurs rois francs sont connus pour avoir été polygames. Certaines sources donnent la date de 602, mais cette date n'est confirmée par aucune source contemporaine. Bertrude et Haldetrude, sont inhumées à la ville de Rothomagus.